# Natsumi Tsunoda
Natsumi Tsunoda (角田夏実 Tsunoda Natsumi?), född 6 augusti 1992, är en japansk judoutövare. Hon har tagit tre VM-guld (2021, 2022 och 2023) och ett OS-guld (2024) i 48 kg-klassen

## Karriär

### 2016–2018
I december 2016 vid Grand Slam i Tokyo tog Tsunoda guld i 52 kg-klassen efter att ha besegrat landsmaninnan Uta Abe i finalen. I februari 2017 tog hon silver i 52 kg-klassen vid Grand Slam i Paris efter en finalförlust mot kosovanska Majlinda Kelmendi. I augusti 2017 vid VM i Budapest tog Tsunoda silver i 52 kg-klassen efter en finalförlust mot landsmaninnan Ai Shishime.
I augusti 2018 tog Tsunoda guld i 52 kg-klassen vid Grand Prix i Budapest efter att ha besegrat belgiska Charline van Snick i finalen. Samma månad tog hon även guld i 52 kg-klassen vid Asiatiska spelen i Jakarta efter att ha besegrat sydkoreanska Park Da-sol i finalen. I november 2018 tog Tsunoda silver i 52 kg-klassen vid Grand Slam i Osaka efter en finalförlust mot landsmaninnan Uta Abe. Följande månad tog hon guld i 52 kg-klassen vid World Masters i Guangzhou efter att ha besegrat franska Amandine Buchard i finalen.

### 2019–2021
I februari 2019 vid Grand Slam i Paris tog Tsunoda silver i 52 kg-klassen efter en finalförlust mot landsmaninnan Ai Shishime. I juli 2019 tog hon guld i 52 kg-klassen vid Grand Prix i Zagreb efter att ha besegrat sydkoreanska Park Da-sol i finalen. I oktober 2019 tog Tsunoda brons i 52 kg-klassen vid Grand Slam i Brasília. Samma månad meddelade Tsunoda att hon skulle gå ner till 48 kg-klassen och siktade på att nå OS i Tokyo. I november 2019 tog Tsunoda brons i 48 kg-klassen vid Grand Slam i Osaka.
I januari 2020 tog Tsunoda guld i 48 kg-klassen vid Grand Prix i Tel Aviv efter att ha besegrat franska Shirine Boukli i finalen. I mars 2021 tog hon silver i 48 kg-klassen vid Grand Slam i Tasjkent efter en finalförlust mot mongoliska Mönchbatyn Urantsetseg. I juni 2021 tog Tsunoda guld i 48 kg-klassen vid VM i Budapest efter att ha besegrat landsmaninnan Wakana Koga i finalen.

### 2022–2024
I februari 2022 vid Grand Slam i Paris tog Tsunoda guld i 48 kg-klassen efter att ha besegrat mongoliska Bavuudorjiin Baasankhüü i finalen. I juni 2022 tog hon guld i 48 kg-klassen vid Grand Slam i Ulaanbaatar efter att ha besegrat mongoliska Ganbaataryn Narantsetseg i finalen. I oktober 2022 vid VM i Tasjkent tog Tsunoda sitt andra raka VM-guld i 48 kg-klassen efter att ha besegrat tyska Katharina Menz i finalen. I december 2022 tog hon brons i i 48 kg-klassen vid Grand Slam i Tokyo.
I maj 2023 vid VM i Doha tog Tsunoda sitt tredje raka VM-guld i 48 kg-klassen efter att ha besegrat franska Shirine Boukli i finalen.
Vid olympiska sommarspelen 2024 vann Tsunoda guld efter att ha besegrat Bavuudorjiin Baasankhüü i finalen och svenska Tara Babulfath i semifinalen.